# إلكتريك دريمز سوفتوير
إلكتريك دريمز سوفتوير (بالإنجليزية: Electric Dreams Software)‏، هي شركة بريطانية لتطوير ألعاب الفيديو، أسست سنة 1985م، وأنتجت عدة ألعاب ومنها لعبة باك تو ذا فيوتشر، أعلنت الشركة إفلاسها رسمياً سنة 1989م.